# Silvia Pinheiro
Silvia Helena Araújo Pinheiro Pitombeira (São Luís, 1 de novembro de 1981) é uma handebolista brasileira que joga como armadora-direita.

## Trajetória esportiva
Começou a jogar handebol aos 12 anos, na escola em Blumenau. Depois passou pelas equipes do Osasco e da Metodista.
Desde 2003 atua no exterior: em 2004 jogou no Gil Eanes de Portugal, posteriormente no Itxako da Espanha e, também, na Hungria.
Foi bicampeã pan-americana: em 2003 em Santo Domingo, e em 2011 em Guadalajara.
Participou dos Jogos Olímpicos de 2012 em Londres, onde a seleção alcançou o sexto lugar.
Atualmente joga no Hypo Niederösterreich, da Áustria.